# Bibi Besch
Pour les articles homonymes, voir Besch.
Bibi Besch est une actrice autrichienne.
Elle naît le 1er février 1942 à Vienne.
Elle décède le 7 septembre 1996 d'un cancer à Los Angeles à l'âge de 54 ans.

## Biographie
Sur le petit écran, elle y travaille pendant plus de vingt ans, ce qui lui vaut deux nominations aux Emmy Awards, l'une en 1992, l'autre en 1993. En outre, elle apparaît dans une dizaine de téléfilms entre 1976 et 1995.
Sur grand écran, elle joue le rôle du Dr Carol Marcus dans Star Trek 2 : La Colère de Khan, celui de Belle Marmillion dans Potins de femmes, celui de Megan dans Tremors et celui de Madame Worthington dans Who's That Girl.